# 張默 (詩人)
張默（1931年2月7日—），本名張德中，安徽無為人，臺灣現代詩人、編輯。

## 生平
張默，本名張德中，1931年2月7日（農曆12月20日）生於安徽省無為縣孫家灣，於南京成美中學、陸軍官校24期畢業。 1949年3月搭乘中興輪，自南京經上海抵達臺灣。 隔年加入中華民國海軍，服務二十餘年，直至1973年退伍。
1954年10月10日，在高雄左營與洛夫共同成立創世紀詩社，發行《創世紀》詩刊並擔任主編，1955年瘂弦、季紅加入。 1957年，詩作入選《中國詩選》。1964年，出版第一本詩集《紫的邊陲》。 隨後於1967年主編《中國現代詩選》以及《七十年代詩選》，同年10月出版第一本詩評集《現代詩的投影》。 :174-176為了培育文學新秀，1971年與管管於左營創辦《水星詩刊》，共發行九期。
1973年主編《中華文藝》月刊。 1976年，應韓國筆會邀請參訪漢城，三年後，出席漢城「第四屆世界詩人大會」；除了出訪外國進行文學交流與推廣，張默的作品也在此間先後被譯成英、法、德、日等多國文字。1994年，獲世界藝術文化學院頒授榮譽文學博士學位。 出於歷來的出訪及旅遊經驗，於2007年出版首部旅遊詩與攝影合集《獨釣空濛》。 :174-176現則已退休，專心於寫作。
綜觀其創作歷程，張默著有詩集《上昇的風景》、《無調之歌》；詩評集《台灣現代詩概觀》、《夢從樺樹上跌下來》；散文集《雪泥與河燈》；編選則涵括《六十年代詩選》、《七十年代詩選》、《剪成碧玉葉層層》、《感月吟風多少事》等二十餘種。

## 創作風格與技法
張默詩風具「高曠清逸之氣韻」，其小詩豪邁明亮、素樸簡潔，反映詩人在生活中崇尚自然、樸實無華的性格。:39-42
早期詩作繼承西洋詩法，具現代主義的實驗精神，大量使用象徵、隱喻、變形、錯位等西方現代派技巧。 :145作品跳脫了寫實主義的枷鎖，並非一味地模仿自然，而是以新穎的筆法呈現自然。:39-42中期轉為繼承古典，後以融合兩者和仿寫實驗方式進行創作。:85-86
他善於利用文句的大量堆疊，營造無盡無窮之感，反覆疊加的技法，正是其詩作多具音樂性的由來，代表可見〈變奏曲〉、〈群讚〉等詩作。此外，在張默的作品中，可見許多人名的引用，產生互文效果。上述技法在張默不同的詩歌主題與篇章結構應用中皆能看見，詩作具有相當高的一致性。 :85-86
張默的詩歌主題選擇多變，多與時代氛圍和自身經驗有關。:85-86受國民政府遷臺的軍旅生活影響的張默，常使用「荒」、「嚎」、「冷冽」、「孤獨」與「殘酷」等詞彙創作，軍旅期間發表作品如〈荒徑吟〉、〈冰凍的火車〉與〈洪荒孤獨之旅〉等。:147-148
詩作評價上，詩人林明理認為張默常以豐富的想像描繪真樸畫面，令人感到清新、愉悅，也能感受到他生命的韌度與自信。:39-42在詩論的部分，學者陳政彥認為其詩論帶有強烈的實用性格，張默寫詩論也編詩選，因此可將其詩選視為是詩論的實踐。:201-224

## 影響
張默主編的《六十年代詩選》因應現代詩成為主流，不再收錄戰鬥詩，改以收錄現代詩為主。七零年代寫實主義興起，張默依然以現代詩為編撰核心。結合了不同的風潮，從張默主編的詩選中可以看到現代詩風格的差異與轉變。:158-159
張默也長期參與文學推廣、展演活動。除了曾負責台北國際詩歌節的詩展手冊編撰之外，也參加過臺北齊東詩舍開幕與館藏展。2014年，其與洛夫、瘂弦所共同成立之「創世紀」詩社60周年時，亦於紀州庵文學森林舉行「生命意象霍霍湧動」個人展覽與詩作朗誦會。
張默也以水墨畫、毛筆抄詩著稱。水墨畫以抽象風格為主，作品曾於明道大學、澳門大學等多地展出。他曾致贈親手抄寫的詩作給國內館舍，如臺灣文學館、國家圖書館。2012年，他為了呼籲臺北文學館的重要性，將兩百卷手抄詩贈予尚未成立臺北文學館。

## 外部連結
- 張默 - 國立東華大學數位文化中心 （页面存档备份，存于）
- 台灣作家作品目錄資料庫——張默 （页面存档备份，存于）